# St. Petrus (Bachhausen)

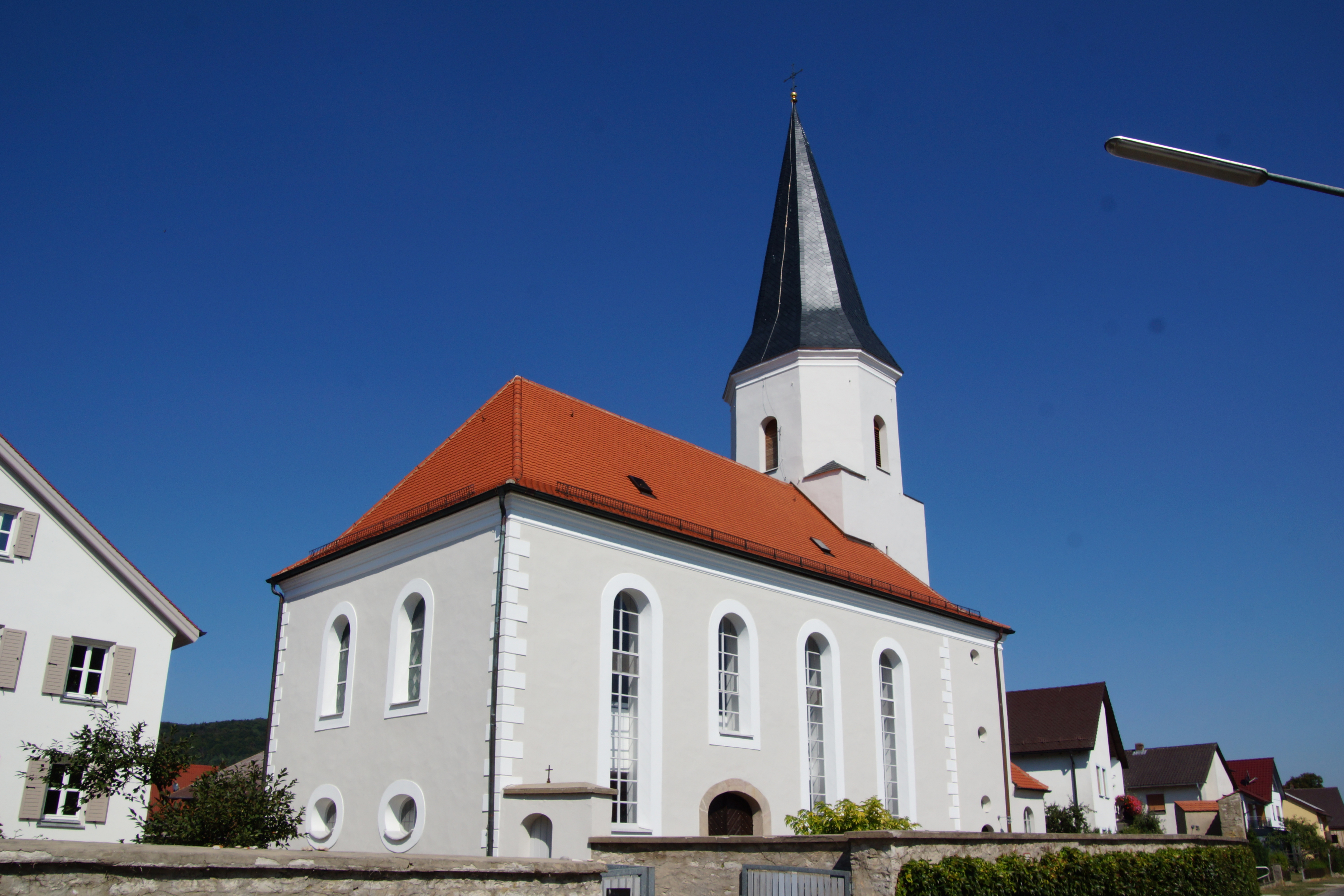
St. Petrus (Bachhausen)

Die evangelisch-lutherische, denkmalgeschützte Pfarrkirche St. Petrus steht in Bachhausen, einem Gemeindeteil der Gemeinde Mühlhausen im Landkreis Neumarkt in der Oberpfalz. Die Kirchengemeinde gehört zum Evangelisch-Lutherischen Dekanat Neumarkt in der Oberpfalz im Kirchenkreis Regensburg der Evangelisch-Lutherischen Kirche in Bayern. Das Bauwerk ist unter der Denkmalnummer D-3-73-146-7 als Baudenkmal in die Bayerische Denkmalliste eingetragen.

## Beschreibung
Die Saalkirche wurde 1736 auf Veranlassung eines von Wolfstein erbaut. An den quadratischen, gotischen Chorturm wurde nach Westen ein Langhaus angebaut, dessen Wände mit Bogenfenstern ausgestattet sind. Der Chorturm wurde 1966 mit einem achteckigen Geschoss zur Unterbringung des Glockenstuhls, in dem vier Kirchenglocken aufgehängt wurden, aufgestockt und mit einem schiefergedeckten Knickhelm bedeckt. 
Der Innenraum des Langhauses ist mit einem Spiegelgewölbe überspannt, dessen Stuck 1908/09 reduziert wurde. Die hölzernen Emporen an drei Seiten stehen auf schlanken Balustern. Zur Kirchenausstattung gehört ein um 1800 gestalteter klassizistischer Kanzelaltar, der von Säulen eingeschlossen ist. An der Westwand befindet sich ein Wappen des Erbauers.